# George Green (calciatore)
George Frederick Green (Northowram, 22 dicembre 1914 – Halifax, giugno 1995) è stato un calciatore inglese, di ruolo centrocampista.

## Carriera
Nell stagione 1935-1936 ha fatto parte della rosa del Bradford PA, club della terza divisione inglese, che l'ha poi riconfermato in squadra anche per la stagione 1936-1937, nella quale ha giocato 2 partite di campionato.
Dopo la fine della seconda guerra mondiale, alla ripresa dei campionati nel 1946, Green riprende la sua carriera professionistica venendo tesserato dall'Huddersfield Town, club della prima divisione inglese, con la cui maglia esordisce il 21 dicembre 1946 nella partita pareggiata per 2-2 sul campo dello Sheffield Utd: è la prima di 2 presenze in stagione, con la seconda che arriva nel successivo turno di campionato (ovvero il pareggio per 2-2 sul campo dell'Aston Villa del giorno di Natale del 1946). Viene riconfermato anche per la stagione 1947-1948, giocando da titolare tutte le partite comprese tra la seconda e l'ottava giornata di campionato (per un totale quindi di 7 presenze) e segnando anche una rete, nella vittoria casalinga per 5-1 ai danni del Grimsby Town del 10 settembre 1947. Successivamente si trasferisce a stagione in corso al Reading, club di terza divisione, con cui gioca nella rimanente parte della stagione 1947-1948 e nell'intera stagione 1948-1949, per complessive 44 presenze e 6 reti in incontri di campionato con la maglia dei Royals.
In carriera ha totalizzato complessivamente 55 presenze e 7 reti nei campionati della Football League.